# Ross Milne (ski alpin)
Pour les articles homonymes, voir Ross Milne et Milne.
Leslie Ross Milne, né le 4 octobre 1944 dans l'État de Victoria et mort à Innsbruck le 25 janvier 1964 des suites d'une chute, était un skieur alpin australien,.
Inscrit pour la compétition en descente masculine en ski alpin lors des Jeux olympiques d'hiver de 1964 à Innsbruck, Milne meurt d'un coup à la tête après avoir perdu contrôle lors d'un entrainement à Patscherkofel et causée par une collision avec un arbre à 60 miles par heure,,,. La mort de Milne est la seconde à survenir lors de ces Jeux. Trois jours auparavant, le lugeur britannique Kazimierz Kay-Skrzypecki (en) décède des suites de blessures causées lors d'un entrainement.